# 모사드
모사드(영어: Mossad, 문화어: 모싸드) 또는 정보특수공작담당기관(情報特殊工作擔當機關, 히브리어: המוסד למודיעין ולתפקידים מיוחדים  하모사드 레모디인 우레타프키딤 메유하딤 듣기 (도움말·정보))은 이스라엘의 정보 기관이다. 정보수집, 테러방지, 잠복근무, 암살 등 여러 가지 임무를 맡고 있다. 해외 정보 수집과 공작을 담당하는 모사드는 군사 정보를 담당하는 아만(Aman)과 국내첩보 기관인 신베트(샤바크) 등과 함께 주요 국가 첩보기관이다.

## 조직
이스라엘 총리의 직속 기관인 모사드의 직원은 1,200명이다.
모사드는 전세계에 협조자를 두고 있으며, 이들을 통해 왕성한 활동이 가능하다. 모사드의 협조자, 이른바 '사야님'은 전 세계에 35,000명이며, 20,000명은 현재 활용 중인 협조자이고, 나머지 15,000명은 잠재적 협조자인 '슬리퍼'이다. 아랍인 협조자는 ‘블랙’, 비아랍인 협조자는 ‘화이트’로 불린다.

## 오버트 공작
2002년 9월 이스라엘 육군 예비역 소장인 메이르 다간이 새로운 모사드 국장으로 취임했다. 이스라엘은 육해공군 참모총장이 소장, 합참의장이 중장으로 최고 계급이다. 이후 모사드는 스스로 테러와의 전쟁에서 선봉에 서기로 했다. 오버트 공작에는 현재 영국 MI5, MI6, GCHQ, 런던 경시청 특수부, 미국 CIA, FBI, NSA, 독일 BND, 프랑스 DGSE, 파키스탄 ISI 등이 참여하고 있는데, 모사드가 핵심적인 역할을 하고 있다.
35,000명 규모인 미국 대통령 직속 CIA에 비해 매우 소규모인 1,200명 규모의 이스라엘 총리 직속 모사드가, 2002년 메이르 다간 국장 취임 이후 매우 호평받고 있다.

## 마흐무드 알마브후흐 암살
메이르 다간 모사드 국장이 모사드를 세계 최고의 정보기관으로 유명하게 한 사건은 2010년 1월 아랍에미리트 두바이의 알부스탄로타나 호텔에서 하마스의 핵심간부 마흐무드 알마브후흐(49)를 암살한 것이다. en:Assassination of Mahmoud Al-Mabhouh 참조.
2010년 1월초 베냐민 네타냐후 이스라엘 총리가 수도 텔아비브의 모사드 본부 미드라샤를 방문, 메이르 다간(64) 모사드 국장으로부터 암살작전의 보고를 받고, "이스라엘은 당신을 믿고 있다. 행운을 빈다"고 말해 작전을 승인했다. 국가원수는 국가안보의 적을 통치행위에 근거해 합법적으로 재판없이 암살할 수 있다.
메이르 다간은 2002년 강경파 아리엘 샤론 총리에 의해 제10대 모사드 국장으로 임명된 역대 최장수 국장이다.
블라디미르 푸틴 러시아 대통령이 같은 KGB 출신이자 FSB 국장을 맡았던 세르게이 이바노프에게 세계 최고의 정보요원을 가진 나라가 어디냐고 물었을 때, 이바노프가 러시아와 함께 영국과 이스라엘을 꼽았다는 얘기는 유명하다.

## 인물
- 엘리 코헨(1924년~1965년)

## 같이 보기
- 야맘